# Particule β

Particule bêta

Les trois types de particules et de radioactivité ;
1) radioactivité alpha due à des noyaux d'hélium, stoppée par une feuille de papier,
2) la radioactivité bêta (électron ou positon), bloquée par une feuille d'aluminium
3) la radioactivité gamma absorbée par une épaisse feuille de plomb

Une particule bêta est issue d'une désintégration bêta, par exemple du potassium 40.

## Typologie
Il existe deux formes de particules (et de radioactivité) bêta.
1. Il peut s'agir, dans le cas d'une désintégration de type β−, d'un électron, qui sera alors accompagné d'un anti-neutrino électronique. Cette désintégration est provoquée par un excès de neutrons :
 1
0n ⟶ 1
1p+ + e− + νe
Une particule bêta est presque similaire à un autre électron (par exemple, ceux qu'on trouve dans le cortège électronique des atomes ), à la différence près qu'elle possède une hélicité gauche[2] (en dehors de la radioactivité β, les électrons ont globalement une hélicité nulle).
2. Dans le cas d'une désintégration β+, il s'agit d'un anti-électron (ou positon), qui sera accompagné d'un neutrino électronique. Cette désintégration est provoquée par un excès de protons :
1
1p+ ⟶ 1
0n + e+ + νe

## Utilisations
La radioactivité β induite par ces particules présente des caractéristiques faisant qu'on l'utilise depuis plusieurs décennies en autoradiographie pour le marquage radioactif et le traçage radioactif de molécules dans des organismes ou mécanismes biologiques (biologie moléculaire, génie génétique et physiopathologie pour ce qui concerne par exemple les liaisons, l'hybridation in situ ou encore l'immunohistochimie).